# Лясс, Абрам Моисеевич
Абра́м Моисе́евич Лясс (23 января 1911, Лодзь — 1976, Москва) — советский учёный-металлург, один из основоположников науки о формовочных материалах. Лауреат Ленинской премии 1967 года.

## Биография
Родился в городе Лодзь (Польша), в 1914 семья переехала в Москву.
В 1931 году окончил литейное отделение МВТУ. Работал в Государственном институте цветных металлов и золота, в 1932—1938 на заводах авиационной промышленности. В 1938—1944 директор Центральной н.-и. лаборатории «Союзформолитье».
С 1944 в ЦНИИ технологии машиностроения: зам начальника литейного отдела, заведующий лабораторией формовочных материалов, с 1968 начальник отдела технологии стального литья и литейной формы.
Кандидат технических наук (1947). Доктор технических наук (1961), профессор (1962). Ленинская премия (1967). Один из основоположников современной науки о формовочных материалах.
Автор 20 изобретений и 40 патентов. Награден медалью «За доблестный труд».

## Семья
- Жена — Инна Ефремовна Липская (1927—2004), художник-керамист.
- Племянница (дочь сестры Эсфири Моисеевны Лясс) — Т. Н. Майзель — была замужем за композитором Эдуардом Колмановским[1].

Книги:
- Связующие материалы и область их применения. М., 1955;
- Холоднотвердеющие смеси с жидким стеклом. М., 1965;
- Формы и стержни из холоднотвердеющих смесей. М., 1978 (соавтор);
- Жидкие самотвердеющие смеси. М., 1979 (соавтор).